# Danko Lazović
Danko Lazović (Данко Лазовић) född den 17 maj 1983 i Kragujevac, Jugoslavien (nuvarande Serbien), är en serbisk före detta fotbollsspelare. Han spelade bland annat för det Serbiska landslaget i VM 2010.